# توماس هانت مورگان
توماس هانت مورگان (به انگلیسی: Thomas Hunt Morgan)، زیست‌شناس آمریکایی برنده جایزه نوبل فیزیولوژی و پزشکی در سال ۱۳۱۲ به خاطر پی بردن به نقش کروموزم‌ها در وراثت بود. مورگان دکترای خود را در جانورشناسی از دانشگاه جانز هاپکینز دریافت کرد. در سال ۱۸۹۰ در کالج برین مار بر روی جنین‌شناسی تحقیق می‌کرد. پس از کشف مجدد وراث مندلی در سال ۱۹۰۰، مورگان شروع به مطالعه ویژگی‌های ژنتیکی مگس سرکه (Drosophila melanogaster) کرد. مورگان در آزمایشگاه مشهور مرتبط با مگس‌هایش در دانشگاه کلمبیا اظهار داشت که ژن‌ها اساس مکانیکی وراثت بوده و بر روی کروموزوم‌ها حمل می‌شوند. این اکتشافات پایه و اساس علم ژنتیک مدرن را تشکیل می‌دهند.
مورگان در طول زندگی برجسته خود ۲۲ کتاب و ۳۷۰ مقاله علمی نوشت. در نتیجه کارهای او، دروزوفیلا ملانوگستر به یک مدل ارگانیسم اصلی مطالعاتی در ژنتیک معاصر تبدیل شد. محققان بخش زیست‌شناسی که توسط وی در موسسه فناوری کالیفرنیا تأسیس شده‌است، هفت برنده جایزه نوبل شده‌اند.